# 러시아 연방영웅

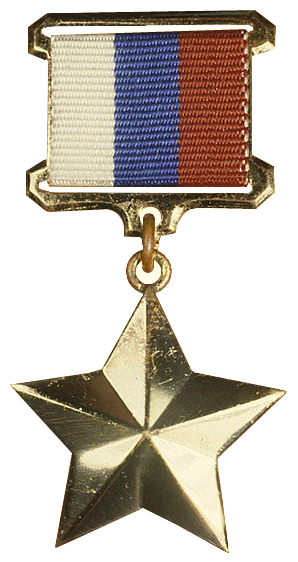

러시아 연방영웅은 러시아 군인에게 수여되는 최고 훈장이다.

## 역사
영웅 훈장은 1992년에 신설되었다. 970명이 받았다. 그 중에 440명이 사후에 받았다. 소비에트 연방영웅을 계승했다. 금성 훈장(Gold Star)이 특징이다. 금성 훈장(Gold Star)은 우크라이나, 쿠바, 카자흐스탄에도 있다.

## 관련뉴스
- 2018년 스크리팔 부녀 음독 사건의 독살 용의자는 러시아 정찰총국 장교 2명으로, 둘 다 러시아 연방 영웅 훈장 수여자로 알려졌다.

## 같이 보기
- 명예훈장 - 미국 군인 최고 훈장
- 태극무공훈장 - 대한민국 군인 최고 훈장